# Inostemma lanceolatum
Inostemma lanceolatum är en stekelart som beskrevs av Peter Neerup Buhl 2004. Inostemma lanceolatum ingår i släktet Inostemma och familjen gallmyggesteklar. Inga underarter finns listade i Catalogue of Life.